# The Des Moines Register
The Des Moines Register è un quotidiano statunitense fondato a Des Moines nel 1849.

## Storia
Il primo giornale a Des Moines fu l'Iowa Star. Nel luglio 1849, la prima sede del giornale, fondato da Barlow Granger, era in una capanna di tronchi abbandonata alla confluenza del fiume Raccoon nel Des Moines.
Nel 1854 lo Star cambiò il nome in Iowa Statesman. In questi anni il giornale iniziò ad orientarsi politicamente sulle posizioni dei democratici. Nel 1857 lo Statesman divenne l'Iowa State Journal, che usciva tre volte a settimana.
Nel 1870 la testata cambiò nuovamente nome in Iowa State Leader. Il suo concorrente divenne il filo-repubblicano Iowa Daily State Register per i successivi trentadue anni.
Nel 1902 George Roberts acquistò il Register e il Leader e li fuse in unico giornale mattutino. L'anno successivo il banchiere di Des Moines Gardner Cowles, Sr. acquistò il Register and Leader. La testata assunse il nome attuale nel 1915.
Nel 1985 il Register fu venduto alla holding editoriale Gannett.

## Riconoscimenti
Nel corso della sua storia plurisecolare il Register ha vinto diciassette premi Pulitzer: 6 per il miglior giornalismo nazionale (1954, 1958, 1968, 1976, 1979 e 1985), 4 per il miglior editoriale (1938, 1943, 1956 e 2018), 3 per la miglior vignetta editoriale (1924, 1943 e 1963), 1 per la fotografia (1952), 1 per il miglior servizio fotografico (1987), 1 per la miglior fotografia di ultim'ora (2010) e 1 per il miglior giornalismo di pubblico servizio (1991).